# Bayombong
Bayombong é um município de  primeira classe de renda municipal (d) na província Nova Vizcaya, nas Filipinas. De acordo com o censo de 1 de maio  de  2020 possui uma população de 67 714 pessoas e 18 012 domicílios.